# 多田しげお
多田 しげお（ただ しげお、1949年8月25日 - ）は、日本のフリーアナウンサー。本名は多田 成男（読みは同じ）。

## 来歴・人物
大阪府大阪市出身。関西学院大学経済学部卒業。1972年CBC入社。新人時代よりラジオ番組「歌謡曲ですかわら版（のち「おしゃれかわら版」）のパーソナリティーを担当し、一躍頭角を現した。
その後も1976年からは土曜朝のCBC自社製作枠の「土曜9時ハンただ今参上!」の司会・リポーター、1977年春からは「星空ワイド 今夜もシャララ」の月曜パーソナリティーを担当した。
1980年10月からは同局平日夕方枠初めてのワイド番組であった「多田しげおのそれ行け!にっこりワイド」、1990年代には週末の超長時間編成番組「マラソンradio 多田しげおのまるっと土曜日」の総合司会を務め、1999年4月から2024年3月までは、朝のラジオ情報番組「多田しげおの気分爽快!!朝からP・O・N（通称朝PON）」を担当している。
入社当初は本名で活動していたが、下の名前の成男だと「なるお」とか「なりお」などとまともに呼んでもらえないとの理由（本人談）で、マイクネームとして「にっこりワイド」担当開始時から多田しげおの表記を使い始めた。また、「歌謡曲ですかわら版」や「今夜もシャララ」を担当していた頃は「タア君」（発音は平板アクセント。「ター」と長音にはせず「タア」と発音）の愛称を用いていた。
アナウンス部部長、チーフアナウンサー、CBCラジオ専任局長アナウンサー（2005年4月1日より）を歴任。妻は元CBCアナの多田明子。
2009年8月25日で定年を迎えたが、特別職として引き続きCBCアナウンス部に籍を置き、「多田しげおの気分爽快!!朝からP・O・N」を担当し、CBC退社後はフリーアナウンサーとして現在も活動をしている。
2024年3月29日、「多田しげおの気分爽快!!朝からP・O・N」の最終回をもって、ラジオパーソナリティとしての第一線から退いた。

## 過去の出演番組
- ばつぐんジョッキー（1973年??月～1978年3月、高橋基子のアシスタント役）
- 歌謡曲ですかわら版
- おしゃれかわら版
- 土曜9時ハンただ今参上!（1977年7月～1980年9月）
- 星空ワイド 今夜もシャララ（1977年4月～1980年9月）
- 多田しげおのそれ行け!にっこりワイド（1980年10月～1992年9月）[1]
- 0時半です松坂屋ですカトレヤミュージックです（1986年～1988年）
- もぎたてのカボチャたち（1992年10月～1996年3月）
- パンピーQ（1994年4月〜9月）
- マラソンradio 多田しげおのまるっと土曜日（1995年4月～1999年3月＜1995年9月に体調不良のため一時降板、半年後に復帰＞）
- 多田しげおの気分爽快!!朝からP・O・N（1999年4月～2024年3月）

## ラジオCM
- トリビック
- 再春館製薬所（痛散湯）